# 法定洞
法定洞（韩语：／ Beobjeong dong */?）是洞的一种，是大韓民國的傳統地域名稱，與行政上的行政洞相對，所謂「法定洞」就是由法律指定的區域。法定洞没有行政职能，而是用于传统地域区分。
法定洞並不一定與行政洞相同，由於新發展區域的人口急升，行政上會按人口比例把原來的法定洞分成多個比較小的行政洞，例如首爾松坡區的蠶室洞在行政上就分為「蠶室本洞」、「蠶室一洞」、「蠶室二洞」、「蠶室三洞」、「蠶室四洞」、「蠶室五洞」、「蠶室六洞」、「蠶室七洞」共八個行政洞；相反地，人口較小的法定洞又會合併成一個較大的行政洞，例如首爾江南區細谷洞這個行政洞就是由細谷洞、紫谷洞及栗峴洞三個法定洞所組成。
法定洞通常是用“某某洞”的方式命名，但在韩国各城市的历史中心，也有法定洞以“某某路”“某某街”的方式命名，如首尔特别市钟路区世宗路、忠武路1街（충무로1가）。之所以有这样的命名方式，是因为继承了日治时期的日式街道划分法“町”“通”“丁目”，这三者在战后就集中替换为朝鲜语的“洞”（동）、“路”（로）、“街”（가）。